# Daibutsu

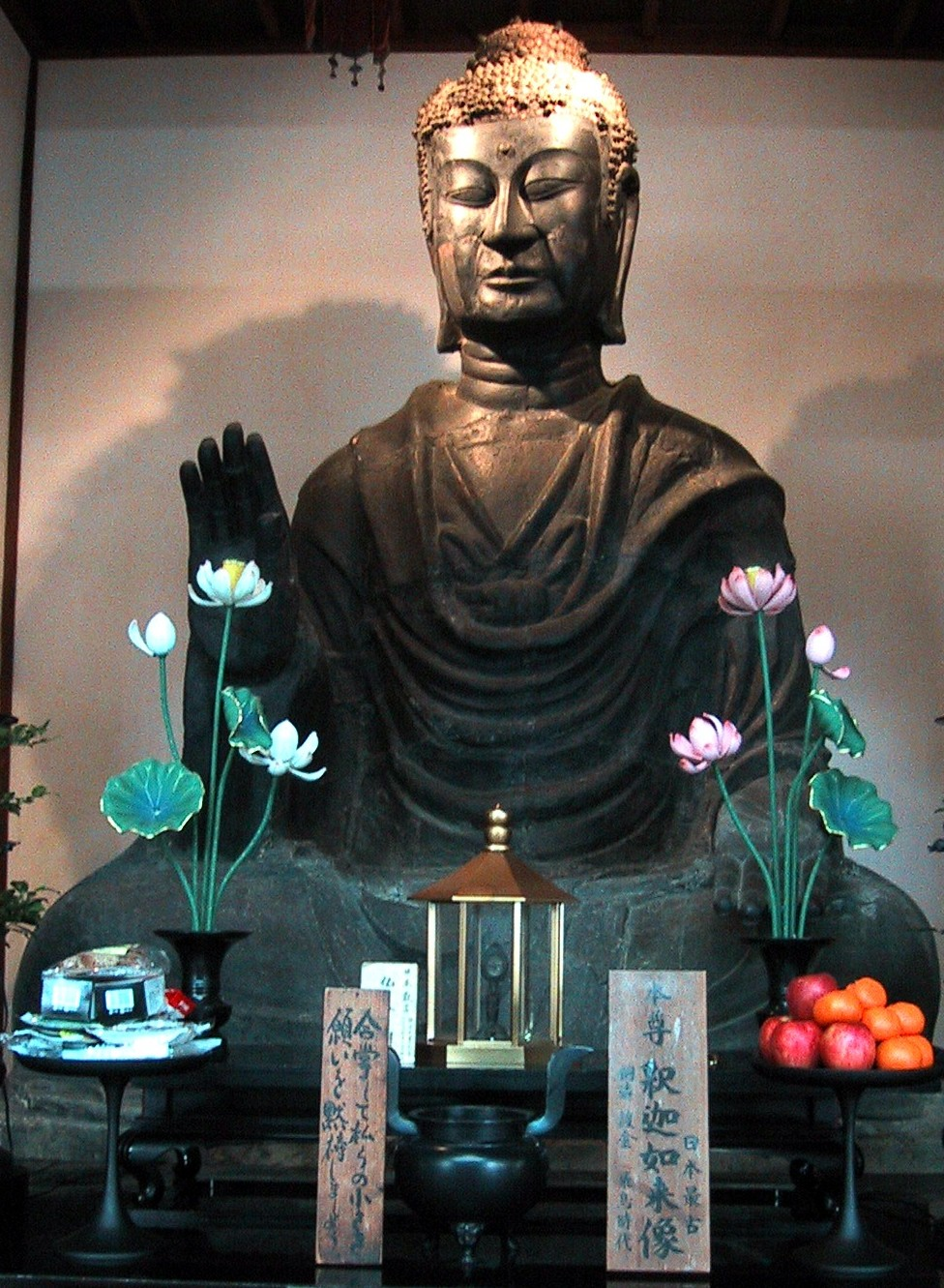
Daibutsu de Asuka-dera, um dos mais antigos templos do Japão.

Daibutsu (em japonês: 大仏; Kyujitai: 大佛), literalmente "Grande Buda" (ou "Buda Gigante"), é um termo em japonês frequentemente usado informalmente para designar grandes estátuas do Buda. Estas geralmente são feitas de bronze, mas também podem ser feitas de outro metal ou pedra. Elas geralmente estão localizadas fora ou dentro de templos budistas, geralmente em um altar.
A estátua do Buda mais antiga é a do templo Asuka-dera (de 609), que dizem ter sido feita pelo escultor japonês Kuratsukuri no Tori no início do século VII. A estátua é designada como uma Importante Propriedade Cultural. A estátua mais conhecida é a de Tōdai-ji em Nara (de 752). O daibutsu de Tōdai-ji é um Patrimônio Mundial da UNESCO, Monumento Histórico da Antiga Nara e Tesouro Nacional do Japão.